# Frederik Poulsen
Poul Frederik Sigfred Poulsen (født 7. marts 1876 på Dalsgård ved Grenå, død 8. november 1950 i Hellerup) var klassisk arkæolog og direktør for Ny Carlsberg Glyptotek. Han var også en respekteret videnskabsmand og produktiv forfatter.
Frederik Poulsen blev student fra Randers Statsskole 1894, blev cand.mag. 1899 og var på studieophold i Göttingen 1896–1897, i München 1897 og i Bonn 1900–1901. Han var huslærer i Polen 1901–1902 og fortsatte sine studieophold i Berlin 1902–1903, i Grækenland 1903 og igen 1905–1907 ved École française d'Athènes. Han blev dr.phil. på afhandlingen Dipylongravene og Dipylonvaserne 1904, var lærer ved Teknologisk Institut 1908–1923, assistent ved Ny Carlsberg Glyptoteks antikafdeling 1910, blev inspektør sammesteds 1915 og var direktør 1926–1943.
I sit meget alsidige og omfattende forfatterskab mestrede Frederik Poulsen både stilkritik, arkæologisk analyse, idérigdom samt evnen til at vise berøringsflader mellem kunst og litteratur. Hans arkæologiske hovedværker var banebrydende, bl.a. Der Orient und die frühgriechische Kunst (1912), Etruscan Tomb Paintings (1922), Greek and Roman Portraits in English Country Houses (1923), Oraklet i Delfi (1919) og Gab es eine alexandrinische Kunst (1938). Han var var en dygtig og kreativ spydspids for Glyptoteket og producerede et komplet katalog over samlingen (1940). Hans livlige rejseskildringer nåede desuden ud til et bredt publikum.
Han var medlem af Det Kongelige Danske Videnskabernes Selskab fra 1920, af det svenske Vetenskapssocieteten, af det kgl. Videnskabssamfund i Gøteborg, af Kungliga Vitterhets, Historie och Antikvitets Akademiet i Stockholm, af det norske Videnskapernes Selskap, Oslo, af Alan Egon Hyatt Foundation i New York, af Archaeological Institute of America og af Institut de France; korresponderende medlem af Instituto di Studi Etruschi i Florens, af Vereeniging tot Bevordering der kennis van de antieke beschaving i Haag og af Fondation archéologique de l'Université Libre de Bruxelles; æresmedlem af Klassisk-filologiska Foreningen i Lund, af Society for the Promotion of Hellenic Studies og af Hetairia Archaiologiki i Athen, æresdoktor ved Universitetet i Bordeaux; æresborger i Mesolongi, tildelt Holberg-medaljen 1942, Kommandør af 1. grad af Dannebrog og Dannebrogsmand.
Poulsen blev gift 24. april 1908 med Ellen Nonny f. Møller.

## Forfatterskab
- Mors Dreng (1900)
- Race (1901)
- Fra Latinerkvarteret (1903)
- Under hellenisk Himmel (1908)
- Rejser og Rids (1920)
- Folkesind i Nord og Syd (1921)
- Vi vandrer (1926)
- Muntre Historier (1930)
- Dengang Verden var ny (1934)
- Nye Sjæle (1935)
- Fra stille Aftener (1936)
- Jyske Dage og Mennesker (1941)
- Lykkelige Dage i Grækenland (1942)
- Godtfolk, lærde Folk og Aristokrater (1945)
- Liv og Rejser ved Aarhundredskiftet (1946, Gyldendal, erindringer, bind I)
- I det gæstfrie Europa (1947, erindringer, bind II)
- Foraar i Spanien – Sommer i England (1950, erindringer, bind III)

## Videnskabelige værker
- Dipylongräber und Dipylonvasen (1905)
- Kristusbilledet i den ældste Kristentid (1911)
- Der Orient und die frühgriechische Kunst (1912)
- Oraklet i Delfi (1919)
- Fra Europas Foraar (1921)
- Ikonographische Miscellen (1921)
- Etruscan Tomb Paintings (1922)
- Greek and Roman Portraits in English Country Houses (1923)
- Urtidens Kunst (1923)
- Ægyptens Kunst (1924)
- Den gamle Orients Kunst (1924)
- Den delfiske Gud og hans Helligdom (1924)
- Delphische Studien (1924)
- Thermos (1924)
- Kretisk-mykenisk Kunst (1926)
- Aus einer alten Etruskerstadt (1927)
- Erster vorläufiger Bericht über die dänisch-griechischen Ausgrabungen von Kalydon (1927, m. Konstantinos Rhomaios)
- Tidlig græsk Kunst (1929)
- Porträtstudien in norditalienischen Provinzmuseen (1929)
- Klassisk græsk Kunst (1932)
- Sculptures antiques de Musées de provence espagnols (1933)
- Græske Originalskulpturer (Kunst i Danmark) 1934
- Græsk Kunst i Alexander den Stores Aarhundrede (1934)
- Das Heroon von Kalydon (1935, m. Ejnar Dyggve & Konstantinos Rhomaios)
- Probleme der römischen Ikonographie (1937)
- Hellenistisk Kunst (1938)
- Gab es eine Alexandrinische Kunst (1938)
- Römische Privatporträts und Prinzenbildnisse (1939)
- Katalog over Ny Carlsberg Glyptoteks antike Kunstværker (1940)
- Romerske Kulturbilleder (1945)
- Oldtidens Skæmt og Humor (1948)
- Das Laphrion (1948, m. Ejnar Dyggve)
- Catalogue of Ancient Sculpture in the Ny Carlsberg Glyptotek (1951)